# 琼斯维尔 (南卡罗来纳州)
琼斯维尔（英文：Jonesville），是美国南卡罗来纳州下属的一座城市。城市类型是“Town”。其面积大约为1.02平方英里（2.65平方公里）。根据2010年美国人口普查，该市有人口911人，人口密度约为每平方 英里890.52人（约合每平方公里343.84人）。